# Dimitrios Pandermalis

Dimitrios Pandermalis

Dimitrios Pandermalis (Grieks: Δημήτριος Παντερμαλής) (Thessaloniki, 1940 – 14 september 2022) was een Grieks archeoloog. Hij was professor in de archeologie aan de Aristoteles-universiteit van Thessaloniki. Ook was hij opzichter op de archeologische vindplaats van Dion en directeur van het Akropolismuseum.
Pandermalis overleed op 82-jarige leeftijd.

## Publicaties
- Τα πορτρέτα των στρατηγών της κλασικής εποχής (De portretten van generaals van het klassieke tijdperk, 1978)
- Η κεράμωση του ανακτόρου της Βεργίνας (De keramwsi van het paleis van Vergina, 1985)
- Οι μακεδονικοί τάφοι της Πιερίας (De Macedonische graven van Pieria, 1985)
- Δίον: Η ανακάλυψη (Dion: de ontdekking, 2000)